# Fernando Beltrán
Fernando Beltrán, né le 8 mai 1998 à Mexico au Mexique, est un footballeur international mexicain qui évolue au poste de milieu central au Club León.

## Biographie

### Carrière en club
Né à Mexico au Mexique, Fernando Beltrán est formé par le CF Atlante avant de rejoindre le CD Guadalajara. Il joue son premier match en professionnel le 17 juillet 2017, lors d'une rencontre de Supercoupe du Mexique face au Tigres UANL. Son équipe s'incline par un but à zéro ce jour-là. Le 23 juillet suivant, il fait sa première apparition en championnat face au Deportivo Toluca. Il est titulaire et les deux équipes se neutralisent (0-0). Le 3 août 2017 il inscrit son premier but en professionnel lors d'une victoire de son équipe en coupe du Mexique face au FC Juárez (4-2 score final).
Le 13 octobre 2020, il prolonge son contrat jusqu'en 2024 avec son club formateur.
Le 3 mars 2022, Beltrán est l'auteur d'un but et d'une passe décisive face au Club Atlético de San Luis, en championnat. Il permet à son équipe de faire match nul alors qu'elle était menée (2-2 score final).
Il marque son premier but en Coupe des champions de la CONCACAF face au Cibao FC le 13 février 2025. Il est titularisé lors de cette rencontre remportée par son équipe sur le score de trois buts à zéro.

### En équipe nationale
En septembre 2020, Fernando Beltrán est appelé pour la première fois avec l'équipe nationale du Mexique par le sélectionneur Gerardo Martino. Il honore sa première sélection face au Guatemala le 1er octobre 2020. Il entre en jeu à la place de Sebastián Córdova, et le Mexique s'impose par trois buts à zéro.
Il est retenu dans la liste des 23 joueurs mexicains pour participer aux Jeux olympiques d'été de 2020 avec l'équipe du Mexique olympique.
Alors qu'il s'impose comme l'un des meilleurs joueurs du CD Guadalajara, Fernando Beltrán n'est pas retenu par Gerardo Martino, le sélectionneur du Mexique, pour participer à la Coupe du monde 2022, Beltrán fait alors de la coupe du monde suivante, qui se déroule à domicile, son objectif.